# Ludwig Pfyffer von Altishofen

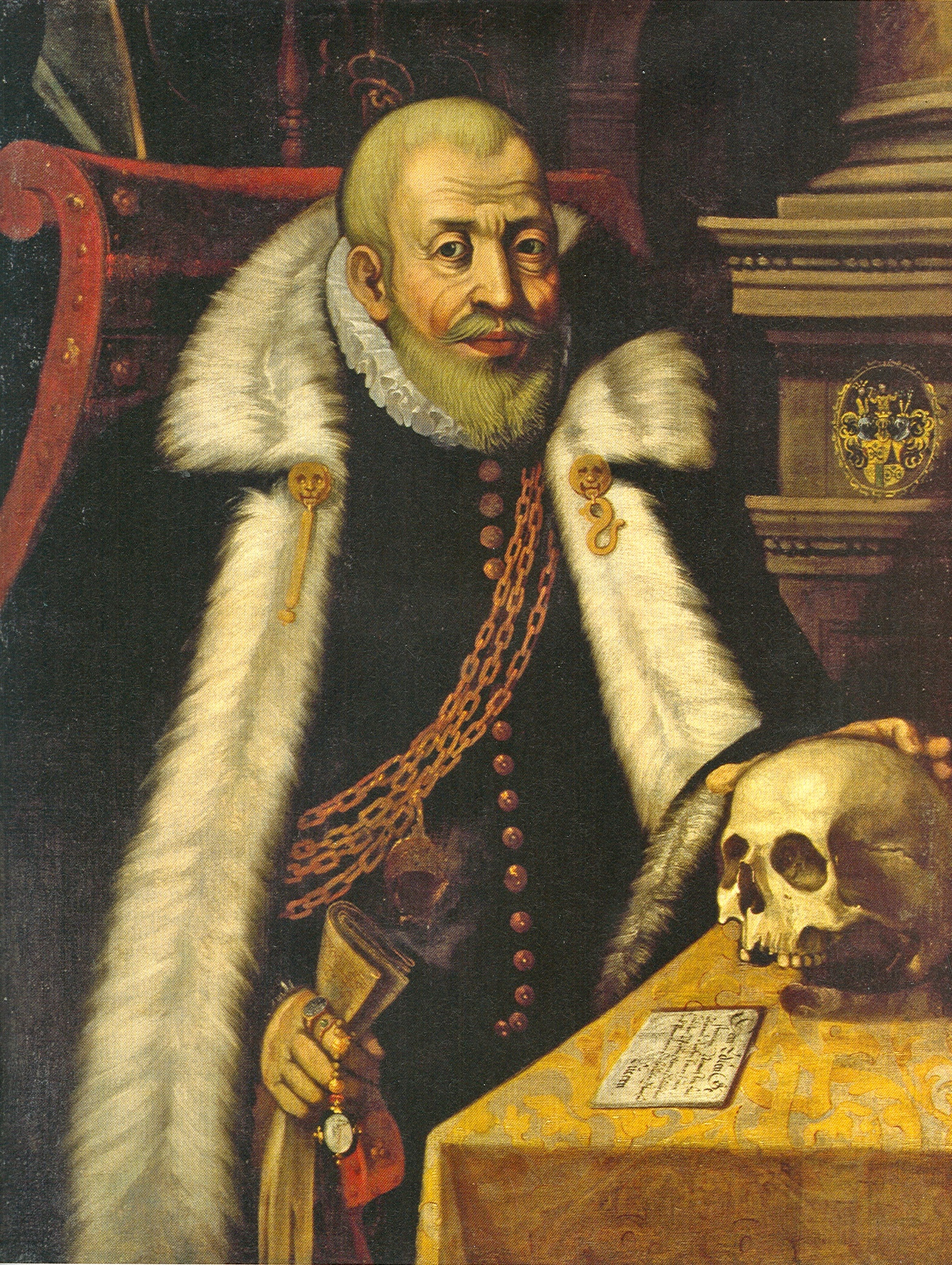
Ludwig Pfyffer

Ludwig Pfyffer (von Altishofen) (* 1524 in Luzern; † 17. März 1594 in Luzern) war ein Schweizer Staatsmann und Heerführer in fremden Diensten.

## Leben
Ludwig Pfyffer war der Sohn von Leodegar Pfyffer (Kleinrat und Säckelmeister) und Elisabeth, geb. Kiel. Der Vater von Leodegar, Kleinrat Johannes Pfyffer (1438–1540), gilt als Stammvater des Luzerner Patriziergeschlechts Pfyffer von Altishofen. Ein Bruder von Ludwig, Jost Pfyffer (1531–1610), war Geschäftsmann, Kleinrat, Vogt und Schultheiss. Ein weiterer Bruder, Rudolph Pfyffer (1545–1630), war Vogt, Oberst in französischen Diensten, Kleinrat und Bannerherr.
Ludwig Pfyffer trat 1553 als Offizier in den französischen Kriegsdienst, nachdem er in seiner Heimat verschiedene hohe Ämter bekleidet hatte. Er zeichnete sich 1562 in der Schlacht von Dreux aus und wurde zum Obersten der Gardeschweizer ernannt. Dieses Regiment bildete den Kern der Heere Karls IX. in den Hugenottenkriegen. Gleichzeitig nahm Pfyffer 1566 als Gesandter der Eidgenossenschaft am Reichstag zu Augsburg teil, wo er von Kaiser Maximilian II. in den Ritterstand erhoben wurde.
Ein Jahr später führte er die königliche Familie unter den ständigen Angriffen der Hugenotten sicher von Meaux nach Paris. Ferner nahm er an den Schlachten von Saint-Denis (Zweiter Hugenottenkrieg, November 1567) und Jarnac (Dritter Hugenottenkrieg, März 1569) teil und entschied diejenige von Moncontour (Oktober 1569). Er wurde in den französischen Adelsstand erhoben und in den prestigeträchtigen französischen Michaelsorden aufgenommen. 
Nach dem Frieden von Saint-Germain kehrte Pfyffer nach Luzern zurück, wo er die Würde eines Schultheissen bekleidete. Als Haupt der katholischen Partei der Eidgenossenschaft förderte er die Gegenreformation und betrieb die Vereinigung der katholischen Kantone. 1577 berief er die Jesuiten, setzte sich für den Borromäischen Bund (1586) und die Allianz der katholischen Kantone mit Spanien (1587) ein und warb schweizerische Regimenter für die französische Liga. Diese zeichneten sich 1590 unter dem Kommando seines Bruders Rudolph in der Schlacht von Ivry aus.
Wegen seines Einflusses wurde Pfyffer von den Zeitgenossen als «Schweizerkönig» bezeichnet. 1571 baute er Schloss Altishofen, nachdem er die Herrschaft vom Deutschen Orden gekauft hatte. 1588 erwarb er das Wasserschloss Wyher bei Ettiswil. Pfyffer gilt als der Begründer des Luzerner Patriziats.